# Bosc-Bordel
Bosc-Bordel är en kommun i departementet Seine-Maritime i regionen Normandie i norra Frankrike. Kommunen ligger i kantonen Buchy som tillhör arrondissementet Rouen. År 2022 hade Bosc-Bordel 453 invånare.

## Befolkningsutveckling
Antalet invånare i kommunen Bosc-Bordel
| Referens: INSEE |